# اسمها تجربة (كتاب)
«اسمها تجربة» أو سمها تجربة (بالإنجليزية: Call it Experience)‏ كتاب وضع فيه إرسكين كالدويل خبرته في الكتابة والتأليف.
يقارب أرسكين كالدويل الكتابة بالتجربة والممارسة، باستدعاء سيرتها وسيرتها من ذاكرة الحياة في ( اسمها تجربة) سنقف على رؤية تميط اللثام عن فعل الكتابة ومثالها في الرواية كمغامرة محسوبة في نتائجها. ففي كتاب سابق له (كيف أصبحت روائياً) يروي قصة كفاحه في بدايات عهده بالكتابة والبؤس الذي مر به، ويسجل مقدار المكافأة التي كان يتلقاها من المجلات الأدبية إلى أن أصبح كاتباً مشهوراً. ويعود في كتابه الجديد- اسمها تجربة وعبر رحلة أقرب للسيرة غير المكتملة تتوزع على ثلاث محطات ضرورية، السنوات المبكرة وسنوات منتصف العمر، وسنوات الكهولة، ليقدم- راوياً- تجربته الحياتية والأدبية وخبراته الطويلة لأهل الكتابة، كتب إشباعاً لرغبته في إبداع شخوص ومواقف لم يكن لها وجود على حد قوله، منطلقاً من (أرض العجائب والخيال) ربما آثر كالدويل رواية تجاربه التي انعكست في مرايا كتاباته رواياته وقصصه، طريق التبغ، أرض الله الصغيرة العامل المياوم، أركع أمام الشمس البازغة، رأيت وجوهم، بلية في يوليو، نحن الأحياء، الأرض المأساوية وسلسلة روايات الجنوب، فهو راو للذكريات مسقطاً منها ما لايهم مثل تجربته كسائق في قاعدة ميلينغتون الجوية في تينسي خلال الحرب العالمية الأولى مستبقياً تجربته كعامل زراعي في حقول الأباما في العشرينيات.. أو كسائح ربح 27 ألف فرنك حين لعب الروليت في أحد كازينوهات القمار في موناكو!
ينطلق كالدويل من الكيفية التي أصبح عليها كاتباً، معترفاً بأن فعل كتابة القصة يعاند مزاج المرء وميله الفطري وهو يعني بذلك بقاء الكاتب في حالة من الضيق والتوتر، لخلق شخوص حية وأحداث ذات معنى، وسيتجلى معنا من خلال علاقته بالصحافة والناشرين وطاقم السكرتاريا، وجولاته في المدن والأرياف أن أحد دروسه المهمة التي تعلمها خلال الأيام المبكرة أن الحياة نفسها هي التي ستكون معلمه الدائم والوحيد سواء بظروفها حيث عمله في معصرة الزيت وما يمكن أن تمنحه من قدرة على الكتابة عن الناس الذين عرفهم في الواقع، كما عاشوا وتحركوا وتكلموا فعلاً، بيد أن دخوله الكتابة من عالم الصحافة أعطاه المعنى من كتابة القصة الإخبارية البسيطة، وكان عليه أن يتخلى عن أسلوب الإطناب الذي اعتاد عليه عندما عمل مراسلاً بالقطعة ليكتسب المهارة لكتابة الخبر المقروء، في رحلته يمر كالدويل من خلال علاقته بالكتب على محطات واسعة كيف يتقاضى مكافآته وفي الوقت نفسه يجانب أي مهنة سوى الكتابة، فثمة مهن مؤقتة يكسب منها لقمة العيش والمسكن والملبس، يقول كالدويل: حاولت الكتابة وأنا أفكر بنفسي كقارئ فقط، دون أن يتسنى مدى التأثير المحتمل للنقاد والقراء ويؤكد أن أكثر المواضيع التي تستمد منها القصة أصالة وديمومة يجسدها الناس أنفسهم، ولا تكمن في الحبكات البارعة، أو تلك المصممة للتلاعب بأقوال وأفعال البشر ولعل قارئ كالدويل سيقف متأملاً طقوس كتابته وعاداته وتجربته في مراجعة الكتب وسبل كسبه للمال، وحواراته الذكية مع ناشريه، وكيف ينتقل من القصص القصيرة إلى الرواية وهيمنة تجربته في كتابة طريق التبغ على عقله وفكره، وكتابته للسيناريو والمسرحيات والأهم في سلسلة كتب الجنوب وصف التأثيرات الثقافية التي غرسها المستوطنون الأصليون وإجاباته البارعة عن أسئلة قرائه ومنتقديه، وطبيعة تلك الأسئلة من أولئك الطامحين لأن يصبحوا روائيين، كانت الإجابات هي أن التجربة أفضل طريقة لتعلم كتابة القصة، فضلاً عن كتابتها، وإن أفضل سبيل لنشرها هو إرسالها إلى المجلات المعنية حتى تجد محرراً راغباً بقبولها للنشر.
إذ يعتبر أن الكتابة الإبداعية عملية تحفزها حالة ذهنية معينة، وأن درجة كثافة وحدّة تلك الحالة هي مقياس النجاح أو الفشل، فثمة من يتحمل المشقة ليصبح كاتباً ناجحاً وآخرون يسهل إحباطهم، يجدون أعذاراً منطقية تبرر استسلامهم وتحولهم عن الكتابة إلى مهنة أخرى، ويرى أن من السخف الاعتقاد بأن على المرء أن يكون مفلساً معدماً كي يتواءم مع متطلبات مهنة الكتابة التي يحدد كالدويل كيمياء الرغبة فيها بالقول:
روح جريئة تكره الرجل أو المرأة على بذل الجهد لمغالبة كل العقبات، وإن مكافأة تحقيق وما يلفت الانتباه في اسمها تجربة تلخيص كالدويل للأحداث والاتساق في وجهة نظره، وتقسيم كتابه إلى فصول وأرقام لينظم إيقاع القراءة بتيار دافئ ينعش القراء عاطفياً وفكرياً، كما انتقاله السلس بين مختلف الأزمنة والأمكنة، وإعطاؤه القارئ فرصة للتأمل بعيداً عن التلقين والمباشرة.
وبذلك يدخل القارئ عالماً واسعاً من الاحتمالات في بحثه عن ذاته وعالمه، تماماً حسب ما ذهب إليه البرازيلي جورج أماد و الذي قال: أكتب لكي يقر أني الآخرون ولكي أؤثر فيهم، اسمها تجربة تعنى بالنص والإنتاج معاً.